# Сутиски
Сути́ски (укр. Сутиски) — посёлок в Винницком районе Винницкой области Украины.

## Географическое положение
Находится на реке Южный Буг.

## История
Сутиски впервые упоминаются в XVI веке.
В 1901 году Сутиски были селом Винницкого уезда Подольской губернии Российской империи, в котором насчитывалось 2833 жителя. Здесь действовали писчебумажная фабрика, народное училище, больница и две православные церкви.
В ходе Великой Отечественной войны в 1941—1944 гг. селение было оккупировано немецкими войсками.
Посёлок городского типа с 1972 года. В 1976 году здесь действовали завод автоэлектроаппаратуры, инкубаторно-птицеводческая станция и машиностроительный техникум.
В 1983 году численность населения составляла 6,4 тыс. человек, здесь действовали завод «Автоэлектроаппаратура», хлебный завод, тывровская райсельхозтехника, тывровская райсельхозхимия, предприятия бытового обслуживания, вечерний машиностроительный техникум, две средние школы, больница, Дом культуры, два клуба и две библиотеки.
В январе 1989 года численность населения составляла 6863 человека.
В мае 1995 года Кабинет министров Украины утвердил решение о приватизации находившихся здесь завода автоэлектроаппаратуры и райсельхозтехники.
В 1997 году машиностроительный техникум был ликвидирован.
В августе 1997 года завод «Автоэлектроаппаратура» был включён в перечень предприятий, имеющих стратегическое значение для экономики и безопасности Украины. В декабре 2010 года было возбуждено дело о банкротстве завода.
По состоянию на 1 января 2013 года численность населения составляла 6151 человек.

## Транспорт
Находится в 9 км от ж.д. станции Гнивань (на линии Винница — Жмеринка).

## Достопримечательности
- Бывшее имение графов Гейденов — имение принадлежало графу Дмитрию Фёдоровичу Гейдену, который был сыном Фёдора Логиновича Гейдена.

## Известные уроженцы
- Егорович, Владимир Алексеевич — Герой Советского Союза.
- Голодрига, Павел Яковлевич — учёный, селекционер винограда.